# Jon Heidenreich
Vous lisez un « bon article » labellisé en 2018.
Pour les articles homonymes, voir Heidenreich.
Jon Heidenreich (né le 28 juin 1969 à La Nouvelle-Orléans) est un joueur de football américain et football canadien ainsi qu'un catcheur américain d'origine autrichienne.
D'abord joueur de football américain au poste d'offensive guard à l'université de Louisiane à Monroe, il participe à des camps d'entraînement de franchises de la National Football League. Il joue dans la Ligue canadienne de football chez les Pirates de Shreveport en 1994 et 1995 ainsi qu'en Arena Football League chez les Terrors du Texas en 1996 puis chez les Francfort Galaxy en World League of American Football.
Il devient catcheur en 1999 et lutte dans un premier temps sur le circuit indépendant aux États-Unis et au Japon avant de rejoindre la World Wrestling Entertainment (WWE) en 2003. Il y fait équipe avec Road Warrior Animal avec qui il remporte le championnat par équipe de la WWE.
La WWE met fin à son contrat en janvier 2006, il continue sa carrière en luttant principalement en Europe à la Nu-Wrestling Evolution et à la American Wrestling Rampage.

## Jeunesse et carrière de footballeur
Après le lycée, Heidenreich obtient une bourse sportive comme footballeur à l'université de Louisiane à Monroe où il joue au poste d'offensive guard. En mai 1992, les Redskins de Washington l'invitent dans leur camp d'entraînement mais ne l'engagent pas. Il participe à d'autres camps d'entraînement de franchises de la National Football League chez les Saints de La Nouvelle-Orléans en 1993 et les Falcons d'Atlanta en 1994 mais ne signe aucun contrat,.
Il rejoint la Ligue canadienne de football et s'engage avec les Pirates de Shreveport où il joue en 1994 et 1995,. Les Pirates ferment leurs portes et Heidenreich signe dans la franchise d'Arena Football League des Terrors du Texas pour 1996 avant de terminer sa carrière en Allemagne en World League of American Football chez les Francfort Galaxy,.

## Carrière de catcheur

### Débuts (1999-2003)
Heidenreich commence sa carrière de catcheur au Texas et devient champion par équipe de la Texas Wrestling Alliance avec Busta entre le 26 octobre et le 14 décembre 1999.

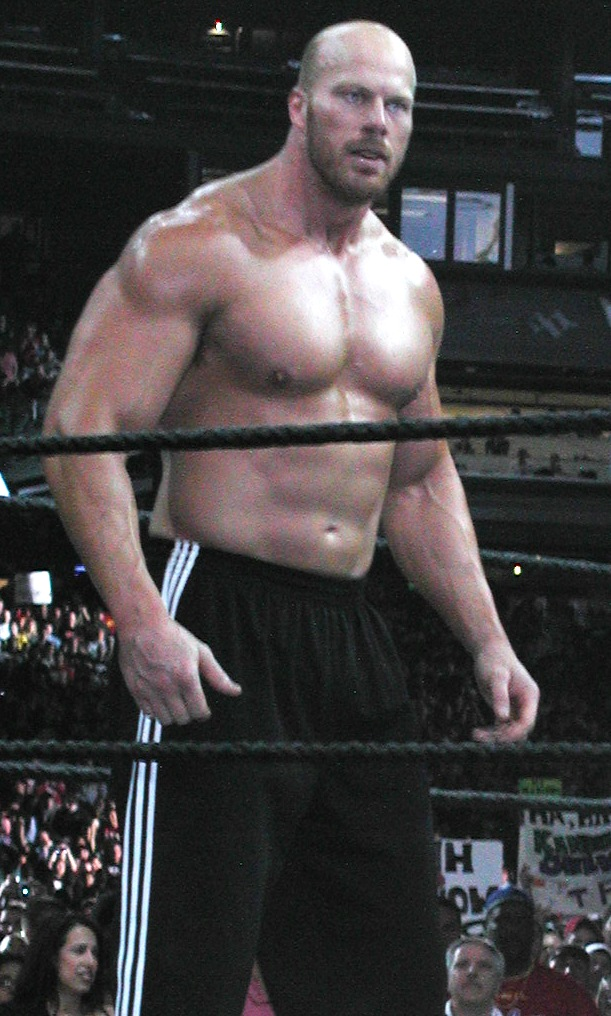
Nathan Jones est l'équipier de Jon Heidenreich à l'Ultimate Pro Wrestling et à la Pro Wrestling Zero1.

En 2001, il est en Californie à l'Ultimate Pro Wrestling (UPW) et fait équipe avec Nathan Jones le 14 mars et ils se font éliminer en demi-finale du tournoi pour désigner les champions par équipes de l'UPW par Shannon et Shane Ballard. Peu de temps après, il signe un contrat avec la World Wrestling Federation. Il quitte la Californie pour le Kentucky et rejoint l'Ohio Valley Wrestling, le club-école de la WWF. Au cours d'un entraînement, il se blesse gravement à une épaule ce qui nécessite quatre opérations. De retour de convalescence, la WWF décide de mettre fin à son contrat près de neuf mois après sa blessure,.
Il part au Japon où il retrouve Nathan Jones avec qui il remporte à la Pro Wrestling Zero1 le championnat intercontinental par équipe de la National Wrestling Alliance le 20 octobre 2002 après leur victoire sur Masato Tanaka et Shinjirō Ōtani. Leur règne ne dure que six jours et ils perdent ce titre face à Naoya Ogawa et Shinya Hashimoto.

### World Wrestling entertainment (2003-2006)
À partir du mois de mai 2003, la World Wrestling Entertainment (WWE) engage ponctuellement Heidenreich qui participe à des combats non diffusés à la télévision. Il apparaît pour la première fois dans une émission télévisée de la WWE le 29 septembre au cours de Raw. Ce jour-là, il donne son billet d'entrée à Stone Cold Steve Austin qui vient de se faire expulser par la sécurité. Deux semaines plus tard, il donne une cassette vidéo filmée par Little Johnny à Austin afin que ce dernier l'aide à être engagé. Heidenreich obtient un essai le 27 octobre. Il y fait équipe avec The Hurricane avec qui il remporte leur match face à La Résistance. Le 3 décembre, la WWE annonce la signature d'un contrat avec Heidenreich. Cela déplaît alors aux autres catcheurs car ce nouvel employé semble incapable de ne pas blesser ses adversaires.
Il part au Kentucky à l'Ohio Valley Wrestling, le club école de la WWE, où il reste pendant les six premiers mois de l'année 2004.

### Rivalité avec l'Undertaker (2004-2005)

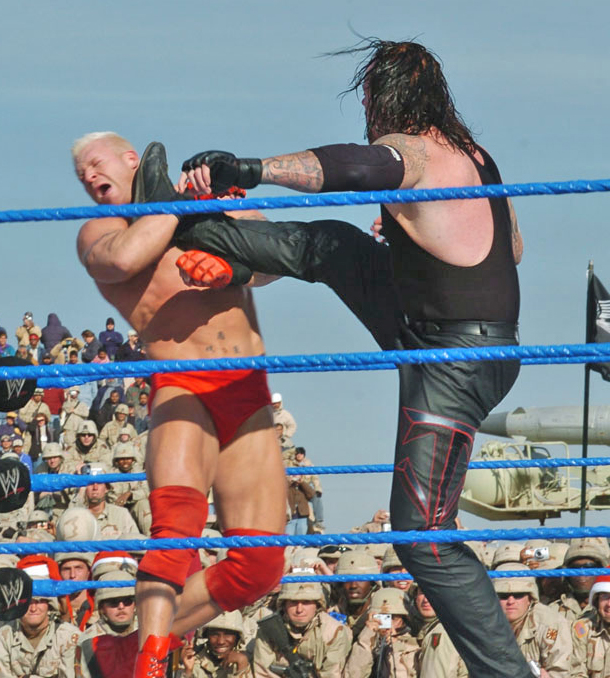
The Undertaker donnant un coup de pied au visage d'Heidenreich.

La WWE commence à parler de lui à nouveau en diffusant une vignette l'annonçant de retour à SmackDown le 15 juillet avec Paul Heyman comme manager. Le 26 août, Heyman présente publiquement au cours d'une interview avec Josh Matthews, ce dernier se montre critique envers le nouveau client d'Heyman. Heidenreich s'attaque alors à ce journaliste. Il continue à s'en prendre au personnel non catcheur de la WWE en kidnappant Michael Cole. Le montage de cette séquence suggère un viol de Cole puis Heidenreich lui lit un poème avant de le laisser partir. Il continue à lire des poèmes dans les semaines suivantes d'abord dans le bureau de Vince McMahon puis devant le public.
Le 3 octobre au cours de No Mercy, il intervient dans le Last Ride match pour le championnat de la WWE opposant John Bradshaw Layfield (JBL) et l'Undertaker. Heidenreich sort du corbillard et attaque l'Undertaker puis l'enferme à l'arrière du véhicule permettant à JBL de conserver son titre. Une rivalité avec le Dead Man se met en place et donne lieu à deux combats tous deux remportés par l'Undertaker. Le premier se déroule le 14 novembre durant les Survivor Series. Le second a lieu le 30 janvier 2005 au cours du Royal Rumble est un match du cercueil où Snitsky vient en aide d'Heidenreich mais ne peut empêcher sa défaite. Entre ces deux combats, son personnage fait un bref passage dans un hôpital psychiatrique le 9 décembre. La WWE prévoit un match par équipe opposant Heidenreich et Snitsky à l'Undertaker et Kane à WrestleMania 21 avant d'abandonner cette rivalité.

### Rivalité avec Booker T puis membre de Legion of Doom (2005-2006)
Après le Royal Rumble, Heidenreich affronte Booker T le 20 février au cours de No Way Out ; Heidenreich se fait disqualifier après avoir utilisé une chaise pour frapper son ennemi. Le 17 mars, Heindenreich provoque son ennemi en lisant un poème après la victoire de Booker T sur Luther Reigns où il dit qu'il est consumé par la haine. Ils se retrouvent le 3 avril où lui et Booker T participent à une bataille royale avant la diffusion de WrestleMania 21 remporté par Booker T.
Après sa victoire face à Orlando Jordan le 19 mai, Heidenreich devient challenger pour le championnat des États-Unis de la WWE. Il ne réussit pas à le vaincre le 22 mai au cours de Judgement Day.
Il sympathise avec les Divas le 16 juin avant d'être attaqué par MNM. Il s'allie avec Road Warrior Animal avec qui il bat MNM le 24 juillet au cours de The Great American Bash et ils deviennent champions par équipes de la WWE. Quatre jours plus tard, Animal parvient à convaincre Heidenreich d'adopter la coupe de cheveux mohawk afin de devenir un membre des Legion of Doom (LOD). Durant les semaines suivantes, ils défendent avec succès leur titre face à des jobbers. MNM essaient de récupérer le titre par équipes le 9 puis le 16 septembre,. Au cours du second combat face à MNM, Melina distrait l'arbitre permettant à Johnny Nitro de frapper Heidenreich avec une des ceintures de champion ce qui disqualifie MNM. LOD s'allie à Christy Hemme et ils parviennent à vaincre leurs rivaux dans un match par équipe mixte le 9 octobre au cours de No Mercy. Leur règne de champion par équipe prend fin le 28 octobre après la victoire de MNM dans un match à quatre équipes comprenant aussi Psicosis et Super Crazy ainsi que William Regal et Paul Burchill.
Le 18 janvier 2006, la WWE annonce qu'Heideinreich quitte la compagnie.

### World Wrestling Council(2006-2007)
Heidenreich part à Porto Rico travailler au World Wrestling Council (WWC), où il bat Abbad le 28 octobre 2006 pour remporter le championnat universel poids lourd du WWC, le titre majeur de cette fédération. Il perd sa ceinture le 16 décembre face à Carlito. Carlito lui rend ce titre ce même jour car il doit retourner travailler à la World Wrestling Entertainment. Eddie Colón met fin à son règne le 6 janvier 2007.

### Circuit indépendant (2006-2009)

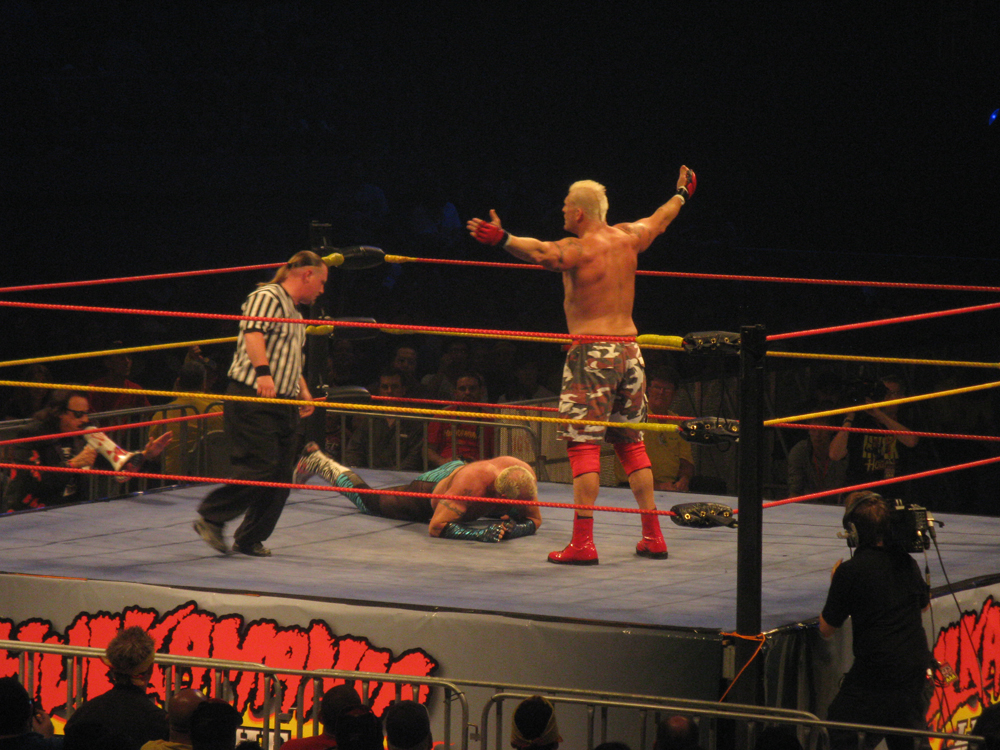
Heidenreich contre Brutus Beefcake lors du spectacle Hulkamania: Let The Battle Begin

Heidenreich travaille principalement en Europe à la Nu-Wrestling Evolution, une fédération de catch italienne, entre 2006 et 2008,. Il fait ensuite un passage en Europe avec l'American Wrestling Rampage en 2008 et 2009. Il y remporte le championnat No Limits de l'AWR qu'il détient du 16 mars au 12 avril 2008. Fin novembre 2009, il participe à la tournée Hulkamania: Let The Battle Begin en Australie. Son dernier combat a lieu le 28 novembre, où il perd face à Nick Dinsmore.

## Vie privée
Heidenreich est marié à une femme et a des enfants,. Fin août 2005, sa famille vit en Louisiane lors du passage de l'ouragan Katrina. Il n'a plus de nouvelles de son père, de sa femme et de ses enfants pendant plusieurs jours avant d'apprendre qu'ils sont sains et saufs.

## Statistiques comme joueur de football américain et canadien
| Saison | Équipe                | Ligue | Matchs joués | Plaquages | Plaquages | Plaquages | Plaquages | Plaquages | Plaquages | Plaquages | Passes bloquées | Quatebacks touchés | Fumbles | Fumbles | Fumbles   | Fumbles | Fumbles | Coups au pied bloquées |
| Saison | Équipe                | Ligue | Matchs joués | Plaquage  | Solo      | Assist    | Déf       | ST        | TFL       | TFL Yards | Passes bloquées | Quatebacks touchés | Fumb    | F Rec   | F Rec Yds | FR TD   | FF      | Coups au pied bloquées |
| ------ | --------------------- | ----- | ------------ | --------- | --------- | --------- | --------- | --------- | --------- | --------- | --------------- | ------------------ | ------- | ------- | --------- | ------- | ------- | ---------------------- |
| 1994   | Pirates de Shreveport | LCF   | 10           |           |           |           |           |           |           |           |                 |                    |         |         |           |         |         |                        |
| 1995   | Pirates de Shreveport | LCF   | 18           | 1         |           |           |           | 1         |           |           |                 |                    |         |         |           |         |         |                        |
| Total  | Total                 | Total | 28           | 1         |           |           |           | 1         |           |           |                 |                    |         |         |           |         |         |                        |

| Saison | Équipe              | Ligue | Matchs joués | Plaquages | Plaquages | Plaquages | Plaquages | Plaquages | Plaquages | Plaquages | Passes bloquées | Quatebacks touchés | Fumbles | Fumbles | Fumbles   | Fumbles | Fumbles | Coups au pied bloquées |
| Saison | Équipe              | Ligue | Matchs joués | Plaquage  | Solo      | Assist    | Déf       | ST        | TFL       | TFL Yards | Passes bloquées | Quatebacks touchés | Fumb    | F Rec   | F Rec Yds | FR TD   | FF      | Coups au pied bloquées |
| ------ | ------------------- | ----- | ------------ | --------- | --------- | --------- | --------- | --------- | --------- | --------- | --------------- | ------------------ | ------- | ------- | --------- | ------- | ------- | ---------------------- |
| 1996   | Terrors du Texas    | AFL   | 10           |           | 3         | 1         |           |           |           |           |                 |                    |         |         |           |         |         |                        |
| 1997   | Galaxy de Francfort | WLAF  | 0            |           |           |           |           |           |           |           |                 |                    |         |         |           |         |         |                        |
| Total  | Total               | Total | 10           |           | 3         | 1         |           |           |           |           |                 |                    |         |         |           |         |         |                        |

## Palmarès
- American Wrestling Rampage (AWR)
  - 1 fois champion No Limits de l'AWR[47]

- Pro Wrestling Zero1 (ZERO1)
  - 1 fois champion par équipes intercontinental de la National Wrestling Alliance avec Nathan Jones[52]

- Texas Wrestling Alliance (TWA)
  - 1 fois champion par équipes de la TWA avec Busta[10]

- World Wrestling Council (WWC)
  - 2 fois champion poids lourds Universel du WWC[43]

- World Wrestling Entertainment (WWE)
  - 1 fois champion par équipes de la WWE avec Road Warrior Animal[53]

## Récompenses des magazines
- Pro Wrestling Illustrated
  - 3e équipe de l'année 2005 avec Road Warrior Animal[54]

| Année | 2001 | 2002       | 2003       | 2004 | 2005 |
| ----- | ---- | ---------- | ---------- | ---- | ---- |
| Rang  | 302  | Non classé | Non classé | 150  | 89   |